# The First of the Microbe Hunters
The First of the Microbe Hunters és un EP (o “Mini-LP”) de la banda britànica Stereolab. El títol fa referència al llibre Microbe Hunters del microbiòleg Paul de Kruif, el primer capítol del qual està dedicat al científic holandès Anton van Leeuwenhoek, “el primer dels caçadors de microbis”.

## Llista de cançons
| Núm.          | Títol                                | Durada |
| ------------- | ------------------------------------ | ------ |
| 1.            | «Outer Bongolia»                     | 9:29   |
| 2.            | «Intervals»                          | 4:38   |
| 3.            | «Barock-Plastik»                     | 3:00   |
| 4.            | «Nomus et Phusis»                    | 4:23   |
| 5.            | «I Feel the Air (of Another Planet)» | 8:13   |
| 6.            | «Household Names»                    | 3:42   |
| 7.            | «Retrograde Mirror Form»             | 6:23   |
| Durada total: | Durada total:                        | 39:47  |